# Panazol
 Panazol  (en occitano Panasòu) es una población y comuna francesa, situada en la región de Lemosín, departamento de Alto Vienne, en el distrito de Limoges y cantón de Limoges-Panazol.

## Demografía
| 2791 | 3309 | 5261 | 7269 | 8553 | 9731 | 10 115 |
| Para los censos de 1962 a 1999 la población legal corresponde a la población sin duplicidades (Fuente: INSEE [Consultar]) |      |      |      |      |      |        |

## Hermanamientos
- Picaña  España